# Red Básica Estructurante (Junta de Andalucía)
Se denomina Red Básica Estructurante del Catálogo de Carreteras de la Junta de Andalucía a aquella compuesta por aquellas carreteras y autovías que, junto con las carreteras de la Red Estatal (carreteras nacionales y autovías estatales), configuran la red viaria que da soporte a los largos recorridos y principales conexiones exteriores. La cartelería que identifica a dichas carreteras es de color naranja, a diferencia de la de la Red Básica de Articulación, que es verde.
Carreteras y autovías de la Red Básica Estructurante:
| Identificador | Denominación                                     | Itinerario                                              | Red                      | Longitud  |
| ------------- | ------------------------------------------------ | ------------------------------------------------------- | ------------------------ | --------- |
| A-92          | De Sevilla a Almería por Granada                 | Sevilla - Antequera - Granada - Guadix - Almería        | Red Básica Estructurante | 375,58 km |
| A-92G         | De Santa Fe a Granada                            | Santa Fe - Granada                                      | Red Básica Estructurante | 8,95 km   |
| A-92M         | De Estación de Salinas a Villanueva de Cauche    | Estación de Salinas - Villanueva de Cauche              | Red Básica Estructurante | 25,87 km  |
| A-92N         | De Guadix a Límite de Región de Murcia           | Guadix - Baza - Limítrofe de Andalucía/Región de Murcia | Red Básica Estructurante | 119,16 km |
| A-316         | De Úbeda a carretera Granada-Córdoba             | Úbeda - Jaén - Martos - N-432                           | Red Básica Estructurante | 97,22 km  |
| A-318         | De Estepa a carretera Granada-Córdoba por Lucena | Estepa - Lucena - Cabra - N-432                         | Red Básica Estructurante | 72,67 km  |
| A-381         | De Jerez de la Frontera a los Barrios            | Jerez de la Frontera - Los Barrios                      | Red Básica Estructurante | 88,12 km  |